# Klapphocker

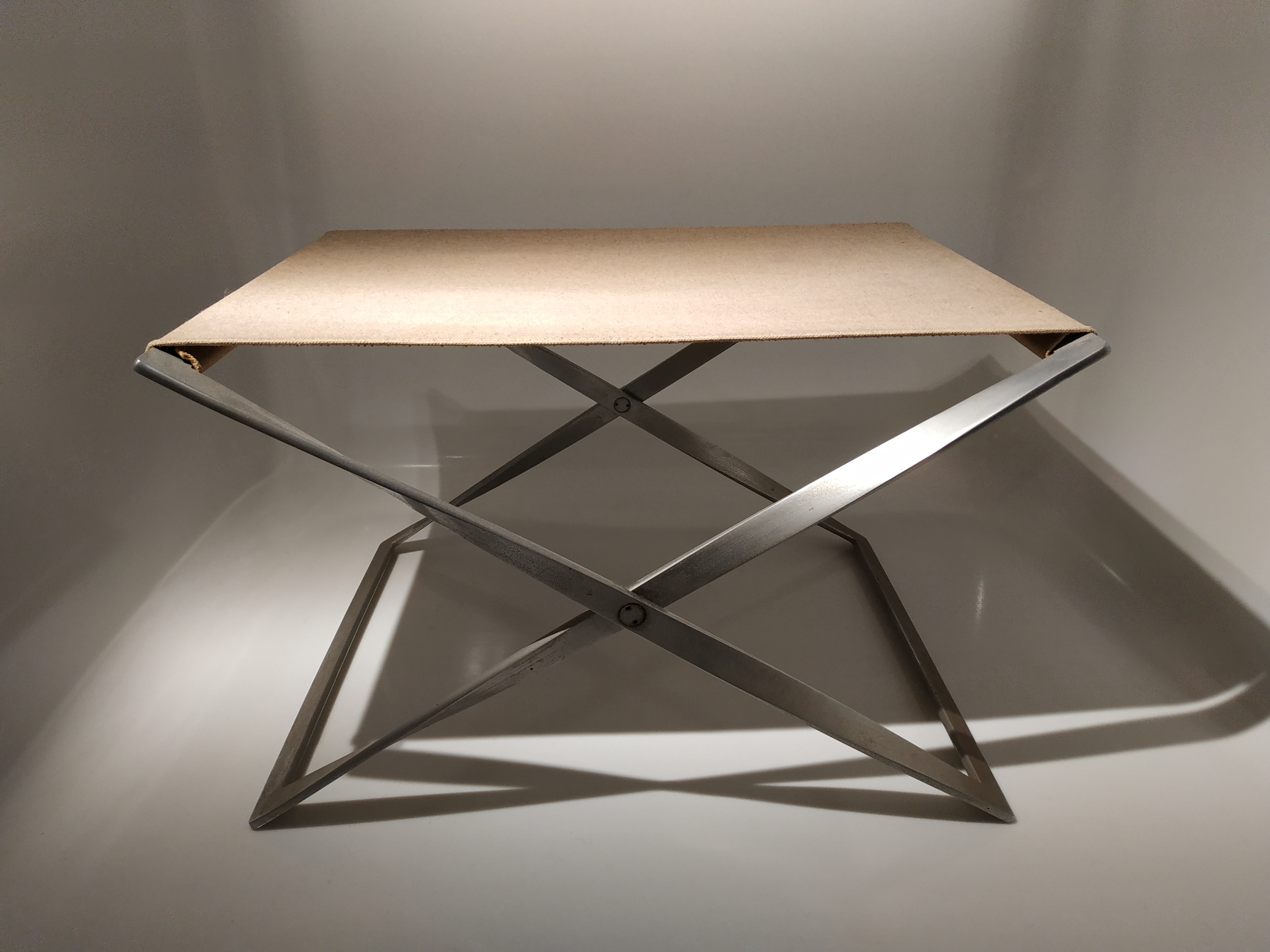
Moderner Designer-Klapphocker im Designmuseum Danmark, Kopenhagen

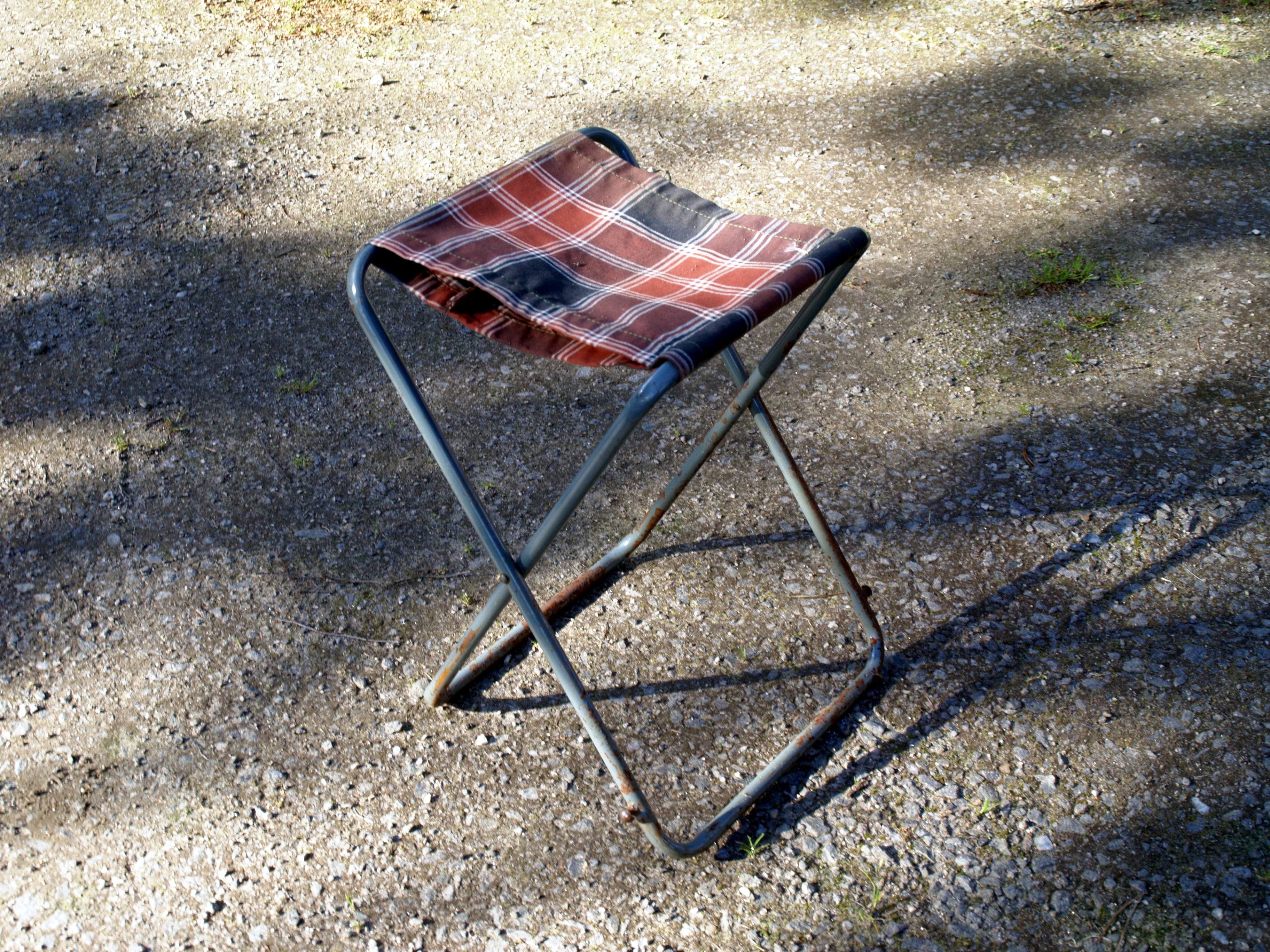
Camping-Klapphocker älterer Bauart

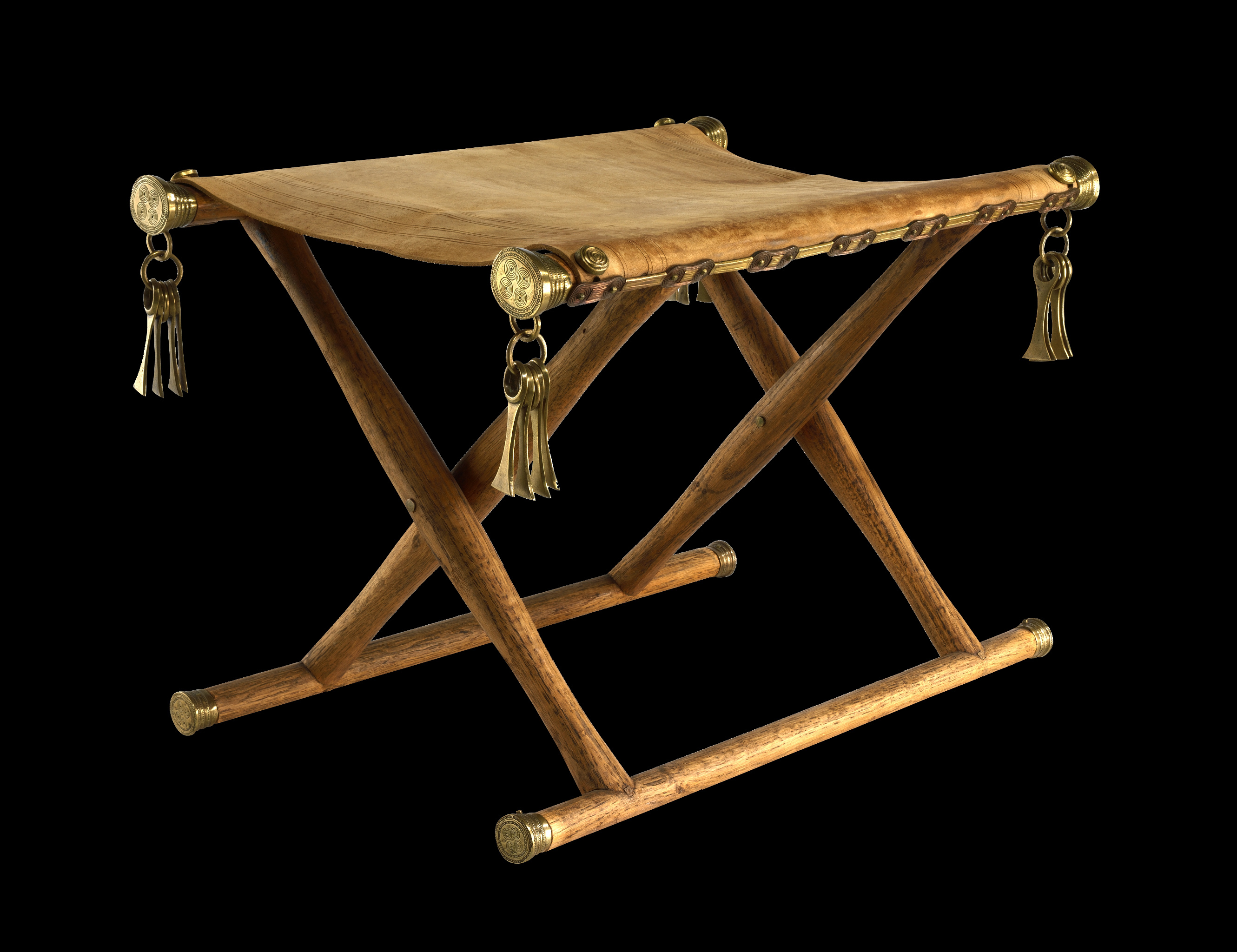
Rekonstruktion des bronzezeitlichen Klapphockers von Daensen

Klapphocker (auch Falthocker) sind Sitzmöbel für den mobilen Gebrauch, die seit der Antike belegt sind. Die Sitzfläche moderner Modelle besteht aus einem festen Gewebe, das über ein stabiles, zusammenlegbares Gestänge (zumeist Metallrohre oder -stangen) gespannt ist. Heutige Klapp- und Falthocker sind in der Regel klein und leicht und daher auch für den Transport zu Fuß über längere Strecken geeignet. Solche Hocker lassen sich mit wenigen Handgriffen für den Gebrauch auseinander- und danach wieder zusammenklappen.

## Geschichte
Bereits vor etwa 4500 Jahren war der Klapphocker im Mittelmeerraum bekannt. So ist er auf alten Siegeln aus Mesopotamien zu erkennen. Hochrangige Beamte des antiken Roms wie zum Beispiel Magistrate nutzten den Klapphocker als praktischen Stuhl auf Reisen, und auch die Pharaonen des alten Ägyptens benutzten das mobile Möbelstück. Im Norden Europas ist für die Nordische Bronzezeit der Gebrauch von Falthockern belegt. 1899 wurden in Niedersachsen bei Buxtehude die Überreste des Klapphockers von Daensen von etwa 1400 v. Chr. gefunden. Dieser Klapphocker war als Grabbeigabe in einem Hügelgrab enthalten. Neben den Metallbeschlägen wurden auch ein Stück Leder und einige Holzstücke ausgegraben.

## Konstruktionsformen
Für historische Klapp- und Falthocker wurden je nach Herkunftsort verschiedene Materialien eingesetzt. Das Gestänge bestand in der Regel aus unterschiedlichen, regional verfügbaren Holzarten; für die Sitzfläche wurden Tierfelle und Tierhäute wie beispielsweise die Haut des Fischotters eingesetzt, und etwaige Beschläge bestanden aus den in der jeweiligen Epoche zur Verfügung stehenden Metallen.
Klapphocker sind hauptsächlich in zwei Konstruktionsformen bekannt. Vierbeinige Modelle bestehen im Prinzip aus drei Bauteilen: zwei rechteckige Rahmen aus Holz oder Metall, deren Längsholme auf halber Höhe scherenartig beziehungsweise X-förmig miteinander verbunden sind. An den beiden oberen Querholmen der Rahmen sind die Querseiten der ebenfalls rechteckigen Sitzfläche befestigt, die beiden unteren Querholme bilden die Standkufen. Vierbeinige Hocker können auf unebenem Boden (zum Beispiel im Gelände) meist nicht wackelfrei stehen. Diesen Nachteil umgehen dreibeinige Klapphocker: die drei gleich langen Standbeine des Gestänges aus Holz oder Metall sind auf halber Länge flexibel gebündelt. An den oberen Enden der Standbeine sind die Spitzen der dreieckigen Sitzfläche befestigt, die unteren Enden sind meistens mit Standfüßen aus Gummi oder Kunststoff ausgestattet. Dreibeinige Hocker haben häufig einen Spanngurt für den Transport, der ein unbeabsichtigtes Auseinanderklappen verhindert. Manche Modelle sind zusätzlich mit einem Schulter-Tragegurt ausgestattet.
Heutige Hocker für den mobilen Einsatz werden aus leichten, belastbaren Materialien hergestellt: Aluminiumrohre oder -stangen für das Gestänge (bei einigen Modellen mit Gummifüßen für sicheren Stand) und synthetische Gewebe mit hoher Festigkeit für die Sitzfläche. Viele moderne Falthocker wiegen weniger als ein Kilogramm; manche Modelle sind so klein zusammenfaltbar (Packmaß), dass sie in einem Wander- oder Trekking-Rucksack Platz finden.
Die Kombination aus einem vierbeinigen Klapphocker und einem Rucksack ist unter den Bezeichnungen Anglerhocker, Ansitzhocker, Jagdhocker, Rucksackhocker und Multifunktionsrucksack bekannt. Die Bezeichnungen erklären bereits deren Haupteinsatzgebiete. Bei solchen kombinierten Modellen sind Hockergestänge und -sitzfläche fest mit dem Rucksack verbunden und damit leichter transportierbar als zwei separate Gepäckstücke. Das Gewicht des bepackten Rucksacks kann außerdem die Standfestigkeit des Hockers im aufgeklappten Zustand erhöhen.
Eine Variante des mobilen Klapphockers ist der Sitzstock; bei diesem ist die Sitzfläche in einen auseinanderklappbaren Griff integriert oder der Sitz kann aus der Stange des Stocks herausgefaltet werden. Auch Sitzstöcke sind hauptsächlich bei Anglern, Jägern und Forstbeamten, jedoch gelegentlich auch bei Wanderern im Einsatz.

## Einsatzgebiete
Klapp- und Falthocker werden wegen ihres geringen Gewichts und kompakten Formats heute hauptsächlich im Outdoorbereich eingesetzt. Sie werden beim Camping verwendet und als mobile Sitzgelegenheit beim Angeln, Jagen und Wandern. Auch für den Gebrauch als individuelles Publikums-Sitzmöbel bei Open-Air-Veranstaltungen sowie als einfache Sitzgelegenheiten für das Personal von Markt- und Straßenständen sind solche Hocker geeignet.